# Клястицкий сельсовет
Клястицкий сельсовет (бел. Кля́сціцкі сельсавет) — административная единица на территории Россонского района Витебской области Белоруссии. Административный центр — агрогородок Клястицы.

## История
Указом Президента Республики Беларусь от 5 апреля 2021 года № 136 "Об административно-территориальном устройстве Витебской, Гомельской и Могилёвской областей" с 1 июня 2021 года хутор Доброплёсовский из состава Клястицкого сельсовета Россонского района Витебской области включён в состав Освейского сельсовета Верхнедвинского района Витебской области.

## Состав
Клястицкий сельсовет включает 19 населённых пунктов:
- Великое Болото — деревня.
- Заборье — деревня.
- Клястицы — агрогородок.
- Ковали — деревня.
- Красный Бор — деревня.
- Лапещино — деревня.
- Миловиды — деревня.
- Морочково — деревня.
- Моторино — деревня.
- Павлово — деревня.
- Прохорово — деревня.
- Ровное Поле — деревня.
- Сергеево — деревня.
- Синск — деревня.
- Сосновый Бор — деревня.
- Ходаны — деревня.
- Шалашники — деревня.
- Юховичи — деревня.
- Якубово — деревня.

Упразднённые / исключённые населенные пункты:
- Волотовки — деревня.
- Головчицы — деревня.
- Долгий Бор — деревня.
- Заболотье — деревня.
- Залесье — деревня.
- Казимирово — деревня.
- Купелище — деревня.
- Марково — деревня.
- Сосновый Бор — деревня.